# Simon de Vlieger

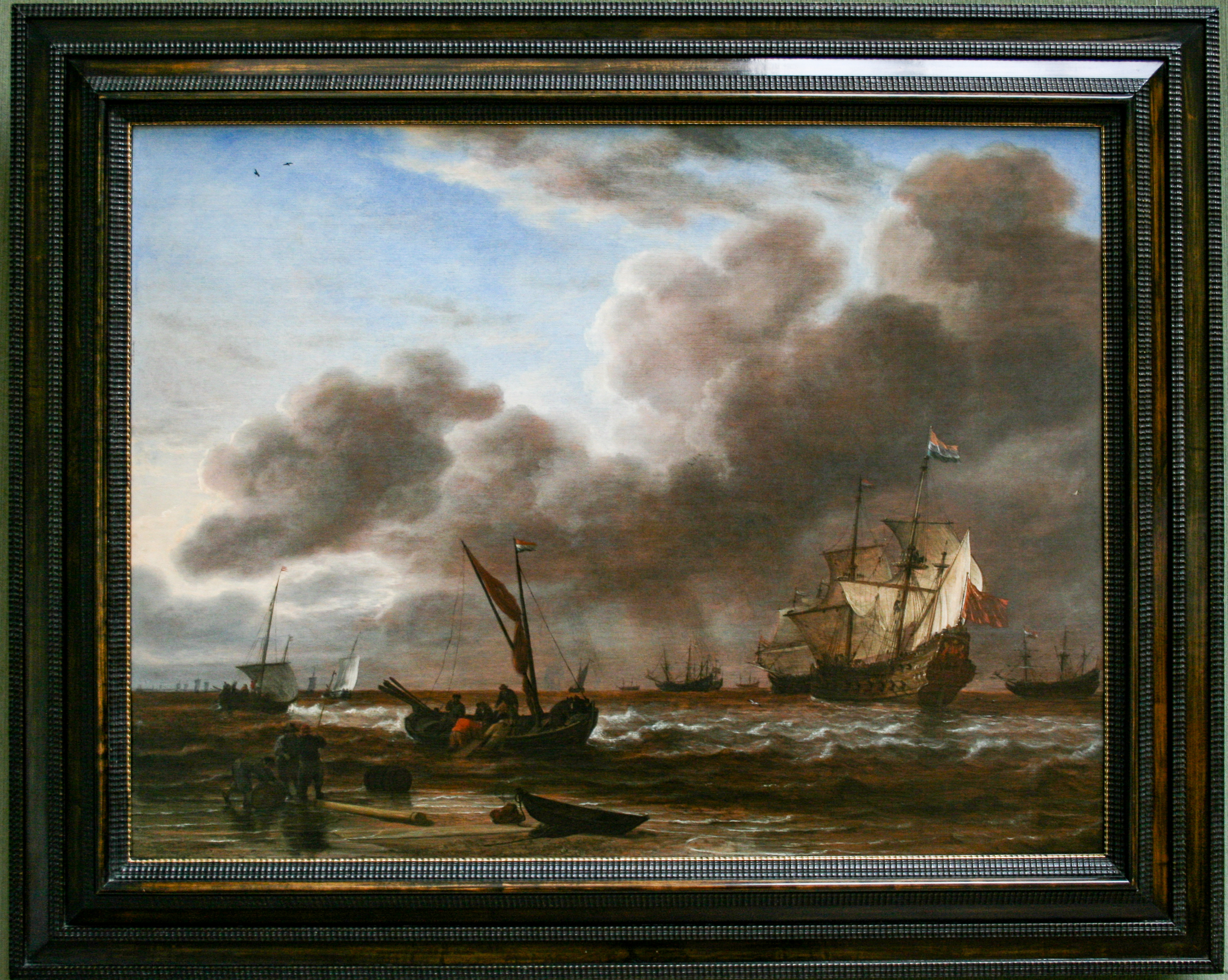
Az Amszterdam fregatt Den Helder előtt

Simon de Vlieger (Rotterdam, 1601. körül — Weesp, 1663. március 13.) a holland festészet aranykorának egyik legjelentősebb tengerfestője.

## Életútja
A legújabb kutatások szerint Rotterdamban született, s valószínűleg ott is nőtt fel. 1627-1633 közt kötött házasságot szintén Rotterdamban. 1634-ben költözött Delft városába, ahol szállásáért festményeivel fizette a bérleti díjat. 1638 körül telepedett meg Amszterdamban. Időközönként visszatért Rotterdamba. 1649-ben házat vásárolt Weesp-ben, itt telepedett meg, egy stúdióban dolgozott Jan van de Cappelle és a Hendrick páros festőkkel. Korabeli szórólap szerint Weesp-ben halt meg, 1653. március 13-án volt a temetése.

## Munkássága
Munkásságára a korabeli nagy holland tájképfestők voltak hatással, Jan van Goyen, Jan Porcellis, Id. Willem van de Velde. De Vlieger részletesen tanulmányozta a hajókat, hadihajó típusokat, vitorlás hajókat, egész flottákat ábrázolt, s tengeri csatákat a tengervíz hullámaival, a sziklás partokkal. Festményeihez vázlatokat készített, s az idő előrehaladtával színeivel is megteremtette képeinek összhangját. Halvány, meleg színekkel dolgozott, később ez képeinek kárára vált, mert nagyon elhalványodtak, talán ez is oka lehetett annak, hogy a 18. és a 19. században kissé feledésbe merült. 
1630-ban festette első strand jelenetét, s ekkor alakította ki azt a tájtípust, amelyet az elkövetkező évtizedekben gyakran festett. A hajók, a tenger, a tengerparti erdők, a napfénnyel átszűrt párás levegő, a felhős vagy tiszta égbolt adják az ő fő témáit, ő lett a tengerfestő. Haláláig festett a holland aranykor dicsőségére. Legismertebb tanítványai az ifj. Willem van de Velde és Jan van de Cappelle.  
Mint festő céh tag, képeit szignálta: „SDVL.F.”, feloldva Simon de Vlieger festő. Munkáit másolták más művészek, például Jan van Beeck Osse (kb. 1624-1674), stb.
Képeinek többségét az amszterdami Rijks Múzeum, s más híres múzeumok őrzik, négy képe található a budapesti Szépművészeti Múzeumban is.

## Galéria

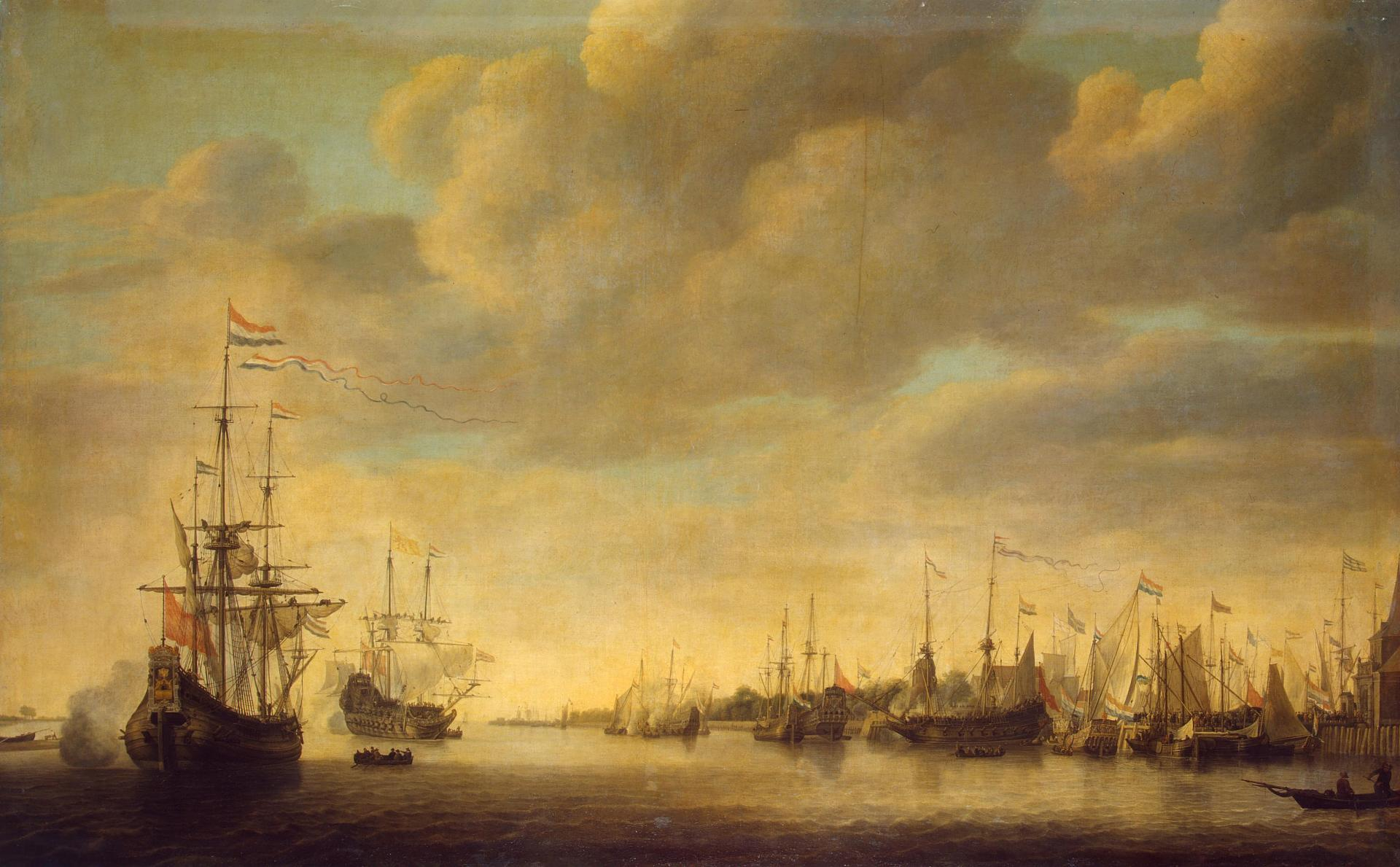
Orániai Vilmos érkezése Rotterdamba
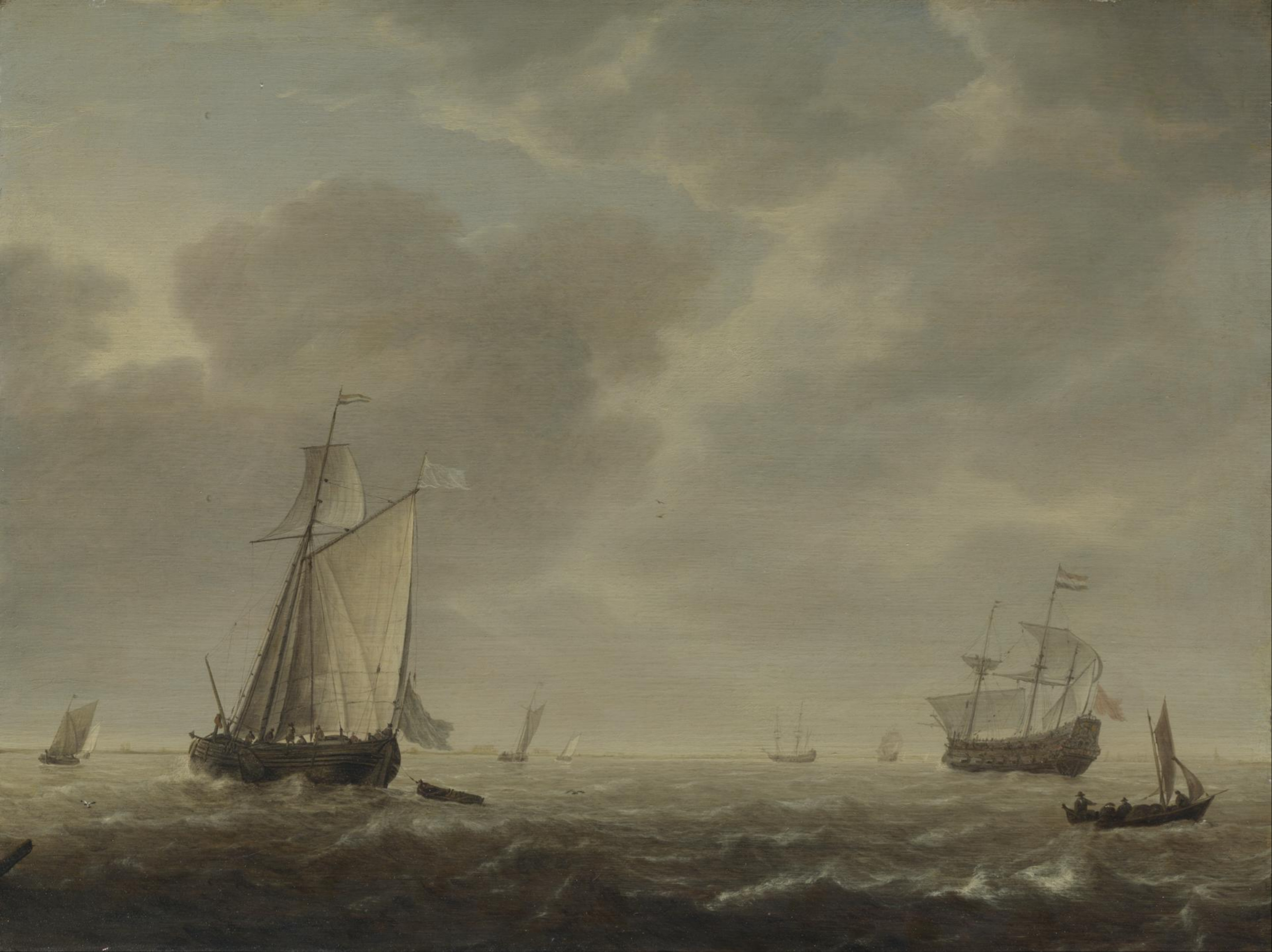
Egy holland csatahajó és más hajók könnyű tengeri szélben (1642)
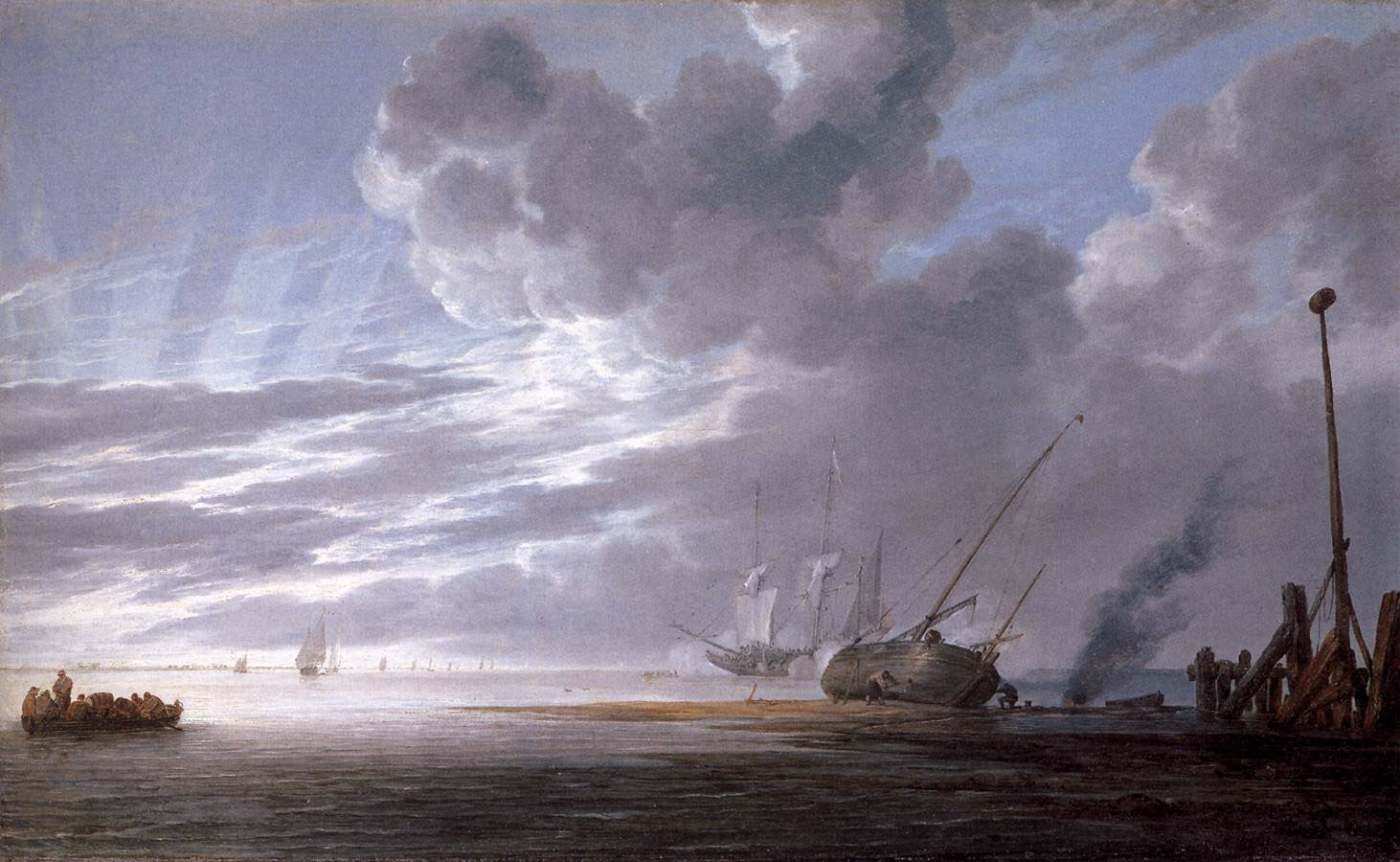
Tengeri tájkép reggel (1640-45)
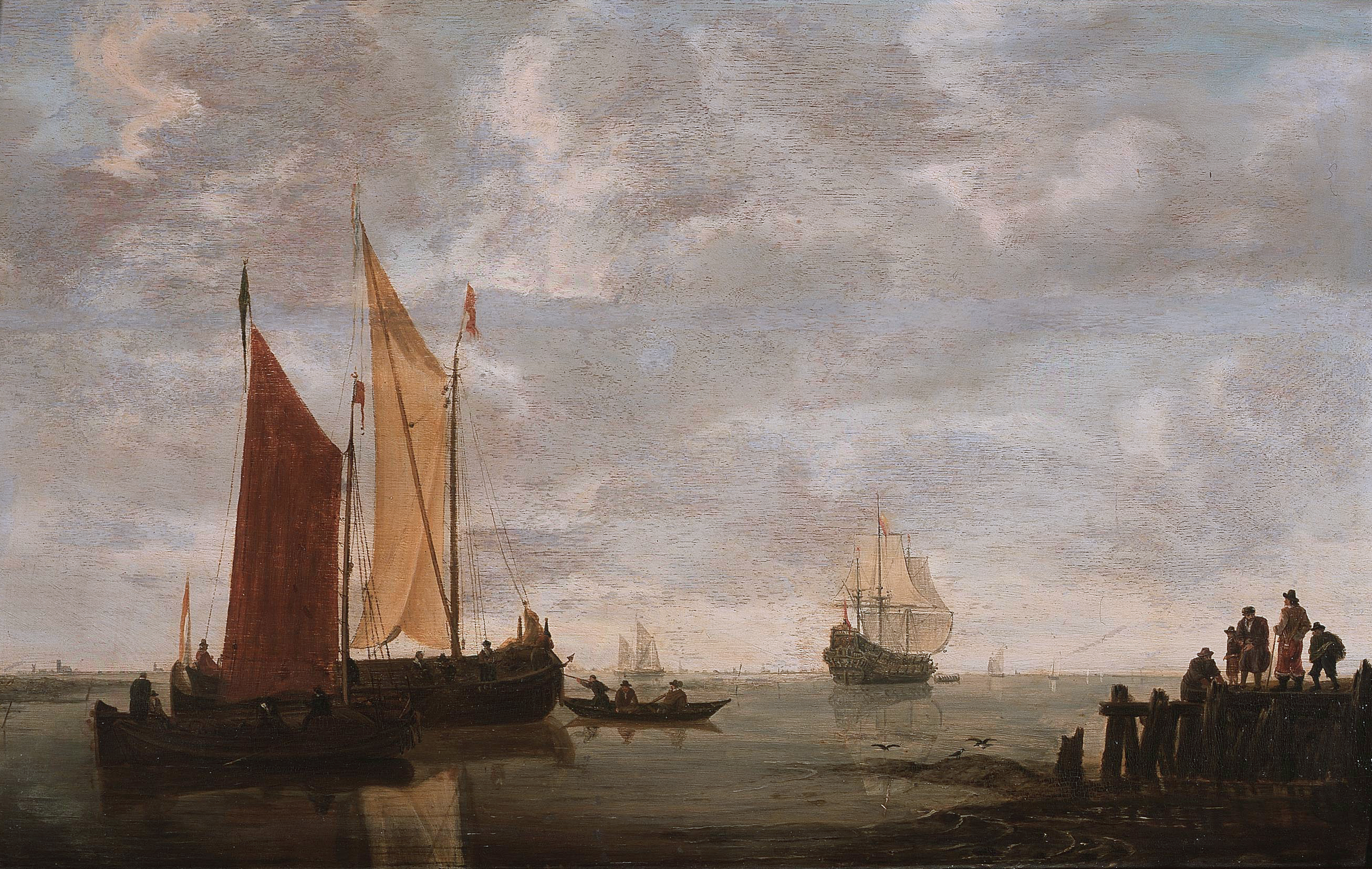
Vitorlás hajók a parton
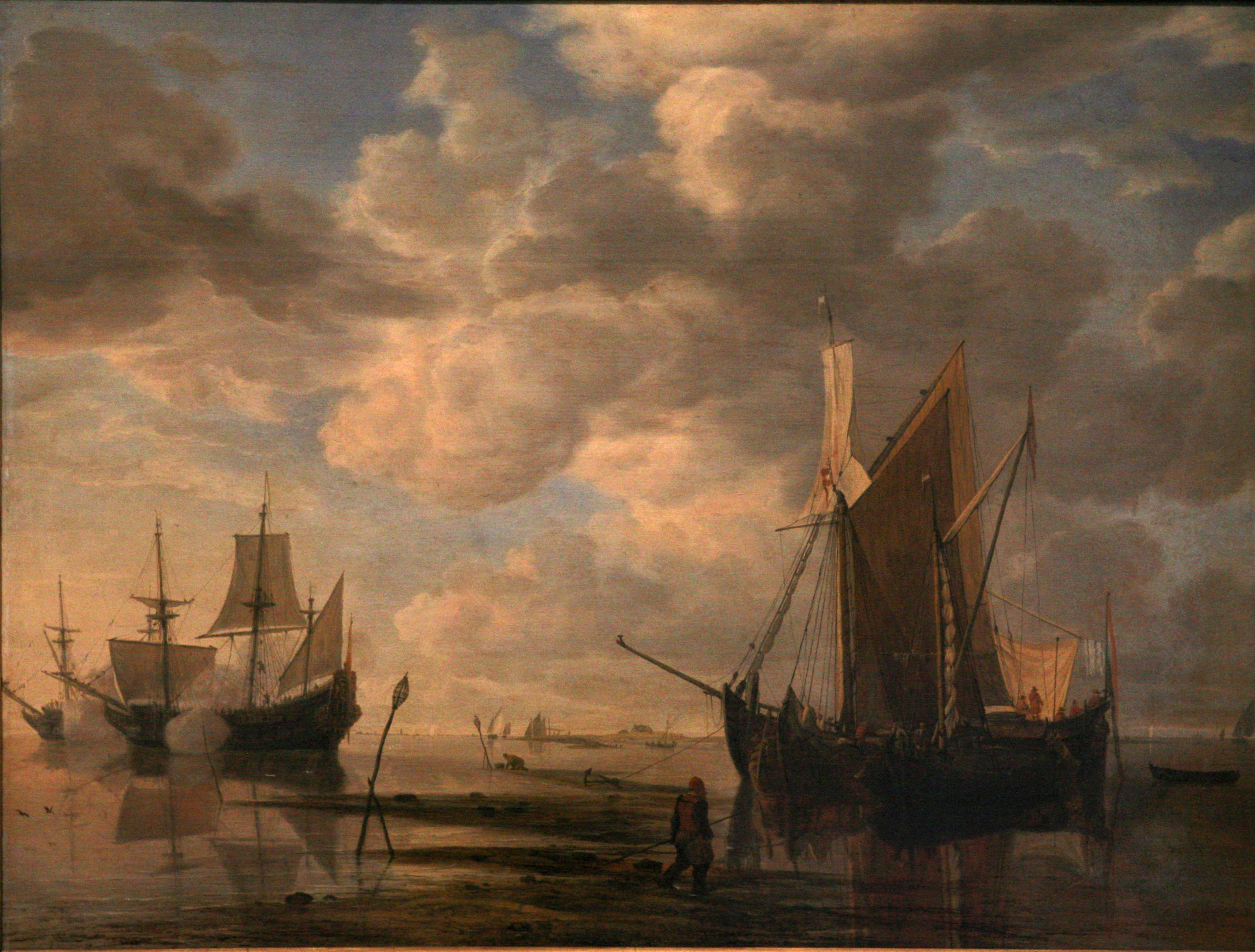
Apály (1652)

## Fordítás
- Ez a szócikk részben vagy egészben a Simon de Vlieger című holland Wikipédia-szócikk ezen változatának fordításán alapul.  Az eredeti cikk szerkesztőit annak laptörténete sorolja fel. Ez a jelzés csupán a megfogalmazás eredetét és a szerzői jogokat jelzi, nem szolgál a cikkben szereplő információk forrásmegjelöléseként.